# Jan Okupski
Jan Okupski (ur. 7 grudnia 1897 we Włocławku, zm. 9 kwietnia 1940  w Katyniu) – major geograf Wojska Polskiego, ofiara zbrodni katyńskiej.

## Życiorys
Urodzony we Włocławku – syn Konstantego i Marianny z domu Kraińskiej. Żołnierz Legionów Polskich  (walczył w szeregach 4 pułku piechoty Legionów Polskich) i członek Polskiej Organizacji Wojskowej, internowany w obozie w Szczypiornie (w roku 1917), uczestnik I wojny światowej i wojny 1920 roku .
Dekretem Naczelnego Wodza Wojska Polskiego z dnia 30 lipca 1920 r. podporucznik żandarmerii Jan Okupski został mianowany warunkowo, do czasu ukończenia prac przez Komisję Weryfikacyjną,  porucznikiem w żandarmerii z dniem 1 maja 1920 roku. Służbę pełnił wówczas w Dywizjonie Żandarmerii Wojskowej Nr 3 – w Plutonie Opatów (ex Pluton Żandarmerii Nr 6 w Opatowie).
Na dzień 1 czerwca 1921 roku służył, nadal w randze porucznika, w dowództwie 1 dywizjonu żandarmerii Wojskowej, pozostając w tym czasie oficerem 26 pułku piechoty. Dekretem Naczelnika Państwa i Wodza Naczelnego (marszałka Józefa Piłsudskiego) z dnia 3 maja 1922 r. (dekret L. 19400/O.V.) został zweryfikowany (jako oficer 26 pp) w stopniu porucznika, ze starszeństwem z dniem 1 czerwca 1919 roku i 1149. lokatą w korpusie oficerów piechoty. W roku 1923 zajmował 1027. lokatę wśród poruczników piechoty. Pozostając nadal na ewidencji 26 pułku piechoty, w 1924 roku zajmował 237. lokatę pośród poruczników piechoty. Przebywał wówczas w Oficerskiej Szkole Topografów, do której został odkomenderowany na dwuletni kurs . Jako absolwent kursu normalnego 1923/25 Oficerskiej Szkoły Topografów przy Wojskowym Instytucie Geograficznym, został z dniem 1 listopada 1925 r. przydzielony (w korpusie oficerów piechoty, jako etatowy oficer 26 pp) do Wojskowego Instytutu Geograficznego.
Rozporządzeniem Prezydenta RP Stanisława Wojciechowskiego z dnia 3 maja 1926 r. został awansowany do rangi kapitana, ze starszeństwem z dniem 1 lipca 1925 r. i 144. lokatą w korpusie oficerów piechoty. W roku 1928 pełnił służbę w Wojskowym Instytucie Geograficznym z Warszawy i jako etatowy oficer 26 pułku piechoty przynależał wówczas do kadry oficerów piechoty. Zajmował w tym czasie 138. lokatę wśród kapitanów piechoty ze swego starszeństwa. Przeniesiony z korpusu oficerów piechoty do korpusu oficerów geografów (z pozostawieniem na zajmowanym stanowisku w Wojskowym Instytucie Geograficznym) został na podstawie zarządzenia Ministra Spraw Wojskowych, marszałka Józefa Piłsudskiego, opublikowanego w dniu 21 stycznia 1930 r., ze starszeństwem z dniem 1 lipca 1925 roku i lokatą 2,02.. W roku 1932 w stopniu kapitana geografa służył nadal w Wojskowym Instytucie Geograficznym. Na liście starszeństwa oficerów zawodowych geografów zajmował wówczas 3. lokatę pośród kapitanów ze swego starszeństwa.
Za prace w dziele odzyskania niepodległości został odznaczony Krzyżem Niepodległości przez Prezydenta Rzeczypospolitej Ignacego Mościckiego (co ogłoszono w dniu 11 listopada 1932 r.). Absolwent Politechniki Warszawskiej z 1933 roku, na której to uczelni uzyskał tytuł inżyniera geodety . Minister Spraw Wojskowych zarządzeniem opublikowanym w dniu 11 listopada 1936 r. nadał kpt. inż. Janowi Okupskiemu, jako absolwentowi Oficerskiej Szkoły Topografów, „Znak naukowy” (ustanowiony Dziennikiem Rozkazów Nr 3/35).
Awansowany do stopnia majora został ze starszeństwem z dnia 19 marca 1937 roku i 3. lokatą w korpusie oficerów geografów. Na dzień 23 marca 1939 r. pełnił funkcję szefa grupy triangulacyjnej i nadal zajmował 3. lokatę w swoim starszeństwie pośród oficerów geografów.
1 września 1939 r. kierował grupą triangulacyjną WIG w Mostach nad Niemnem, której wydał rozkaz przerwania prac i ewakuacji do Warszawy. 5 września wyjechał do Lwowa, jako komendant pierwszego transportu kolejowego WIG-u. Transport ten po wyruszeniu z Warszawy, poprzez: Siedlce, Łuków, Terespol, Brześć, Kowel, Włodzimierz Wołyński – przybył do Lwowa w dniu 7 września. Następnie był kierownikiem transportu kolejowego, którym ewakuowano rodziny pracowników Wojskowego Instytutu Geograficznego ze Lwowa do Równego. Dalszy etap  ewakuacji nastąpił samochodami do Hoszczy, w której stacjonowały jednostki Korpusu Ochrony Pogranicza . Prawdopodobnie tutaj mjr inż. Jan Okupski dostał się w dniu 17 września do sowieckiej niewoli. Więziony w Kozielsku, został w kwietniu 1940 r. zamordowany w Lesie Katyńskim.

## Rodzina
Był żonaty z Heleną z Piszczatkowskich, miał syna Wojciecha .

## Ordery i odznaczenia
- Krzyż Niepodległości[20][25]
- Złoty Krzyż Zasługi (25 maja 1939)[27][25]
- Krzyż na Śląskiej Wstędze Waleczności i Zasługi[28]
- Medal Pamiątkowy za Wojnę 1918–1921[28]
- Medal Dziesięciolecia Odzyskanej Niepodległości[28]
- Krzyż Kampanii Wrześniowej 1939 r. (pośmiertnie, 1 stycznia 1986)[29]
- Odznaka Pamiątkowa Więźniów Ideowych[f]
- Odznaka Pamiątkowa 4 pułku piechoty Legionów[28]
- „Znak naukowy”[22]

## Upamiętnienie
Minister Obrony Narodowej decyzją Nr 439/MON z 5 października 2007 r. awansował go pośmiertnie do stopnia podpułkownika . Awans został ogłoszony 9 listopada 2007 r. w Warszawie, w trakcie uroczystości „Katyń Pamiętamy – Uczcijmy Pamięć Bohaterów”.